# Hiuma (prowincja)
Hiuma (est. Hiiumaa, Hiiu maakond) – jedna z 15 prowincji w północno-zachodniej Estonii, znajdująca się na wyspie Hiuma.

## Podział administracyjny
Hiuma składa się z jednej wiejskiej gminy Hiuma.
Wcześniej, przed reformą administracyjną z 2017 roku, była podzielona na 5 gmin:
- Miejskie: Kärdla
- Wiejskie: Emmaste, Kõrgessaare, Käina, Pühalepa,